# Ödet (opera)
Ödet (tjeckiska: Osud) är en opera i tre akter av Leoš Janáček med libretto av Fedora Bartošová.

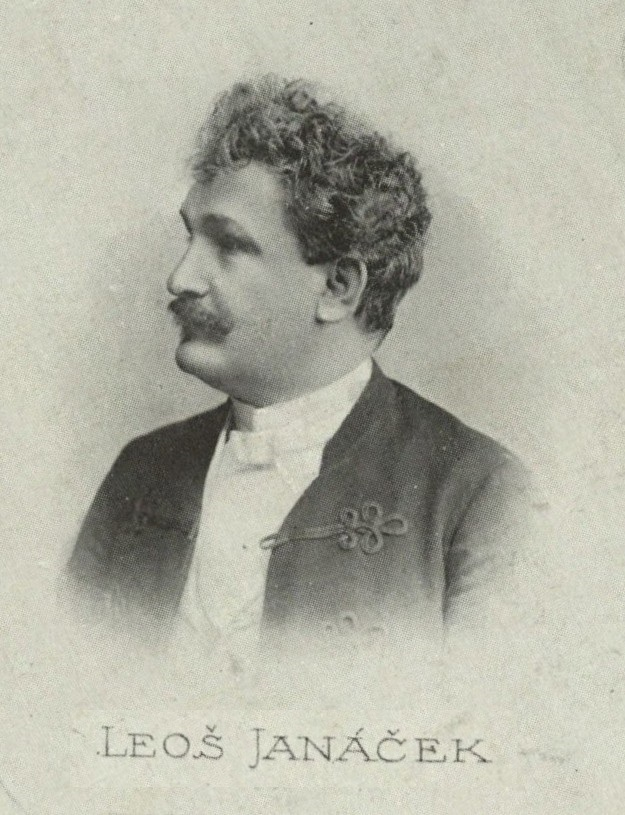
Leoš Janáček

## Historia
I operan (som aldrig uruppfördes under tonsättarens livstid) finns det flera moment som återspeglar Janáčeks psykiska 50-årskris. Men hans depression handlade inte bara om skaparproblem, utan om en familjetragedi: hans dotter Olga dog i februari 1903, 21 år gammal. Efter att ha fullbordat Jenůfa sökte Janáček, som ofta använde kompositionsarbetet som ett sätt att fly verkligheten, ett libretto som kunde hjälpa honom att ge uttryck för sin smärta. Han begavs sig till Luhačovice, en märisk badort som var på modet vid den här tiden, för att vila upp sig och samla krafter. Han lärde där känna sin framtida musa, Kamila Urválková, den mähriska riksskogsförvaltarens hustru. (14 år senare skulle han på samma ort möta sitt livs stora kärlek, Kamila Stösslová.) Den 27-åriga, mycket tilldragande Kamila Urválková ville till en början bli skådespelerska, men hennes förnäma och rika familj förhindrade såväl hennes teaterplaner som det tilltänkta äktenskapet med den begåvade och under 1890-talet fortfarande mycket populäre dirigenten och tonsättaren Ludvík Čelanský. Denne förevigade senare kärlekshistorien i en opera med titeln Kamila, som uruppfördes på Nationalteatern i Prag 1897. Janáček fascinerades av Kamila Urválkovás skönhet och ungdom. Den unga kvinnans öde inspirerade honom till hans opera, som dock såg skeptiskt på de tänkbara följderna av ett äktenskap.
Operan uruppfördes 25 oktober på Nationalteatern i Brno.
Ödet är skriven i en helt annan stil än den balladmässiga Jenůfa. För att framställa kurortsatmosfären och dialogscenerna mellan Míla och Živny (akt I), tonsättarens feberfantasier (akt II) samt även orkesterrepetitionen (akt III), använde sig Janáček av nymodiga, korta och pregnanta motiv, som hade sitt ursprung i det mähriska språkets egenartade rytm. Den här tekniken vidareutvecklade han med stor framgång i sina senare operor. Den psykologiserande "dialogoperan", som på ett mångfasetterat sätt gav uttryck för huvudpersonernas personliga konflikter, var 1906 en innovation som föga imponerade på den tjeckiska teatervärlden.

## Personer
- Živny, kompositör (tenor)
- Míla Válková (sopran)
- Mílas mor (alt)
- Doktor Suda (tenor)
- Lhotský, målare (bas)
- Konečný (baryton)
- Fröken Stuhlá, lärarinna (sopran)
- Poeten (tenor)
- Två damer (sopraner)
- Majorskan (sopran)
- Hennes barn (barnröst)
- Fröken Pacovská (sopran)
- En student (tenor)
- En gammal slovakisk kvinna (alt)
- Fru Rat (alt)
- En ung änka (alt)
- En ingenjör (tenor)
- Fanča, en flicka (sopran)
- Två unga män (tenor, bas)
- Doubek, Mílas och Živnys son (gossröst; i akt III: tenor)
- Žán och Vána, tjänstefolk (stumma roller)
- Verva, student (baryton)
- Součková och Kosinská, studentskor (sopran, alt)
- En kypare (tenor)
- Lärarinnor, studenter, kurortsgäster, studenter vid konservatoriet (kör)

## Handling
Mähren i slutet av 1800-talet och början av 1900-talet.

### Akt I
En sommarmorgon i badorten Luhačovices park. Kurgästerna umgås i all munterhet. Sällskapets favorit är den vackra Míla. Helt oväntat dyker kompositören Živny upp. Denne har tidigare varit hennes älskare och är far till hennes barn. Medan det glada sällskapet beger sig ut på en utflykt, träffas Míla och Živny. De älskar varandra som förut. Det var Mílas mor som bar skulden till att de slog upp, eftersom hon inte ville anförtro dottern till Živny. När de andra gästerna återvänder från utflykten har de båda redan rest därifrån tillsammans.

### Akt II
Fyra år senare i tonsättaren Živnys arbetsrum. Míla, Živny och deras son Doubek lever tillsammans. Mílas mor gör livet svårt för dem. Hon tvivlar på Živnys förmåga, både som tonsättare och som äkta make. När Míla och tonsättaren tillsammans bläddrar igenom partituret till den ännu ofullbordade operan minns Míla när de först blev kära och undrar om deras längtan och förhoppningar har blivit uppfyllda. Mílas mor förebrår svärsonen och menar att han har gjort hennes dotter olycklig. I sitt vansinne hoppar hon från balkongen och när dottern försöker rädda henne, drar hon henne med sig i fallet.

### Akt III
Elva år senare, en varm sommardag i konservatoriets stora sal. Studenterna förbereder uruppförandet av den nya operan. Den förstår inte verkets patetiska tonfall och repetitionen blir parodisk. De ber Živny att förklara sitt verk. När tonsättaren försöker göra detta blir han allt mer uppbragt, eftersom han identifierar sig med operans hjälte. Medan han berättar blåser en häftig storm upp. När operahandlingen når fram till hjältinnans död, ropar tonsättarens son, som befinner sig bland studenterna, ut namnet på sin döda mor. Alla förstår att det handlar om Živnys eget öde. Nedslagen lämnar han repetitionen: Verket kommer för alltid att förbli ofullbordat.

## Diskografi (urval)
- Osud. Langridge, Field, Harries, Bronder, Kale. Kör och orkester från Welch National Opera. Mackeras, dirigent. Chandos 3029. cd.* Röster på Stockholmsoperan under hundra år : historik, sångtexter, biografier. "Texthäfte". Stockholm: Kungl. teatern. 1977. Libris 344824